# Sainte-Dode
Sainte-Dode är en kommun i departementet Gers i regionen Occitanien i sydvästra Frankrike. Kommunen ligger i kantonen Miélan som tillhör arrondissementet Mirande. År 2022 hade Sainte-Dode 227 invånare.

## Befolkningsutveckling
Antalet invånare i kommunen Sainte-Dode
Referens:INSEE